# Astrophytum ornatum
Astrophytum ornatum – gatunek rośliny z rodziny kaktusowatych. Pochodzi z Meksyku (San Luis Potosí, Guanajuato, Hidalgo, Querétaro).

## Morfologia
Pęd cylindryczny, osiąga 30–35 cm wysokości oraz 15 cm średnicy. Łodyga z 8 prostymi bądź lekko spiralnie ułożonymi żebrami. Areole są gęsto osadzone, wyrasta z nich od 5 do 11 prostych cierni barwy żółtobrązowej o długości do 4 cm. Na całej powierzchni łodygi znajdują się pasma włosków. Kwiaty dzienne, bladożółte, długości 7–9 cm i podobnej średnicy. Kwiaty rozwijają się wczesnym latem.

## Uprawa
Roślina wymaga znacznego nasłonecznienia i temperatury minimalnej 10 °C.

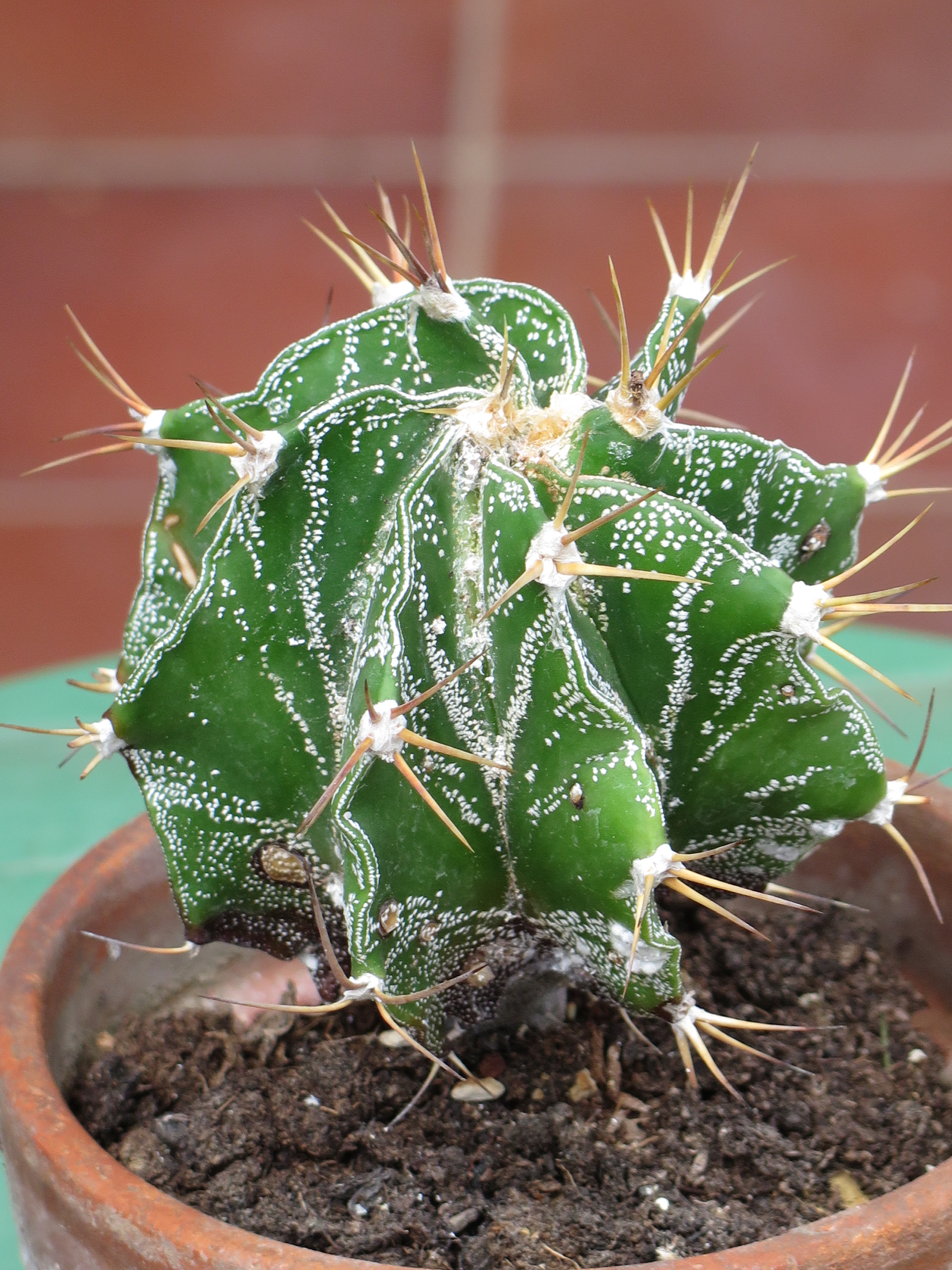
Roślina doniczkowa
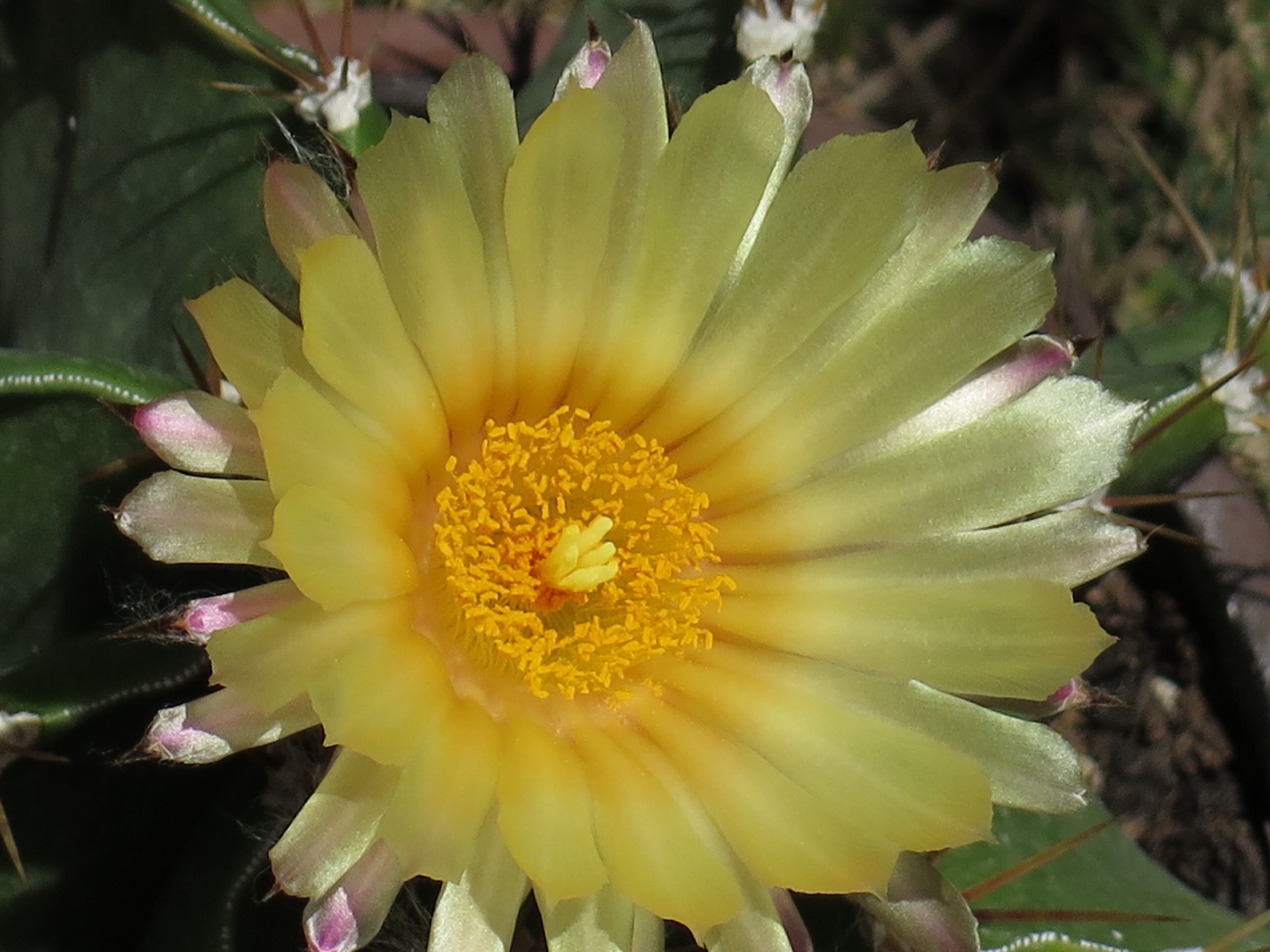
Kwiat
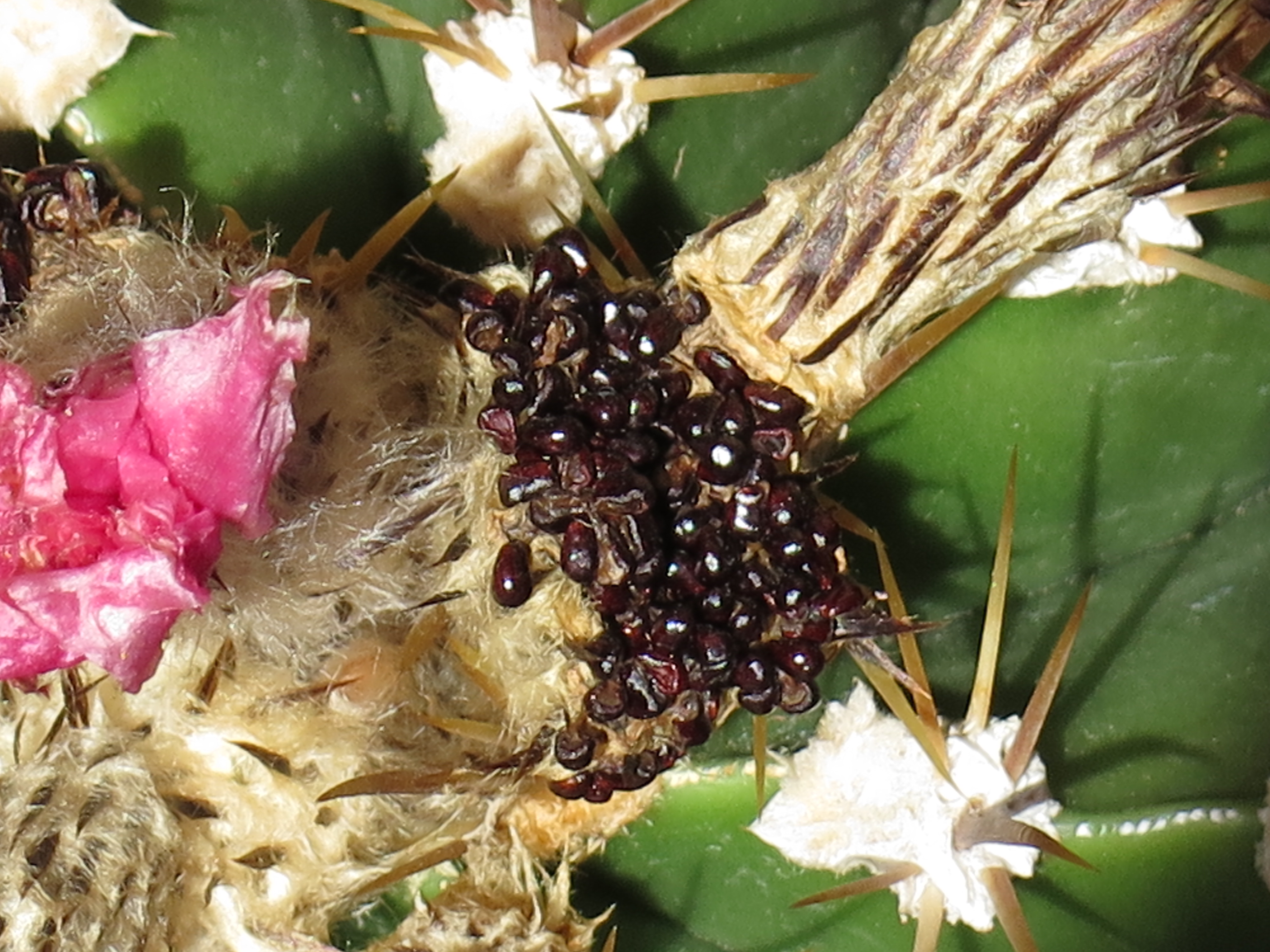
Nasiona
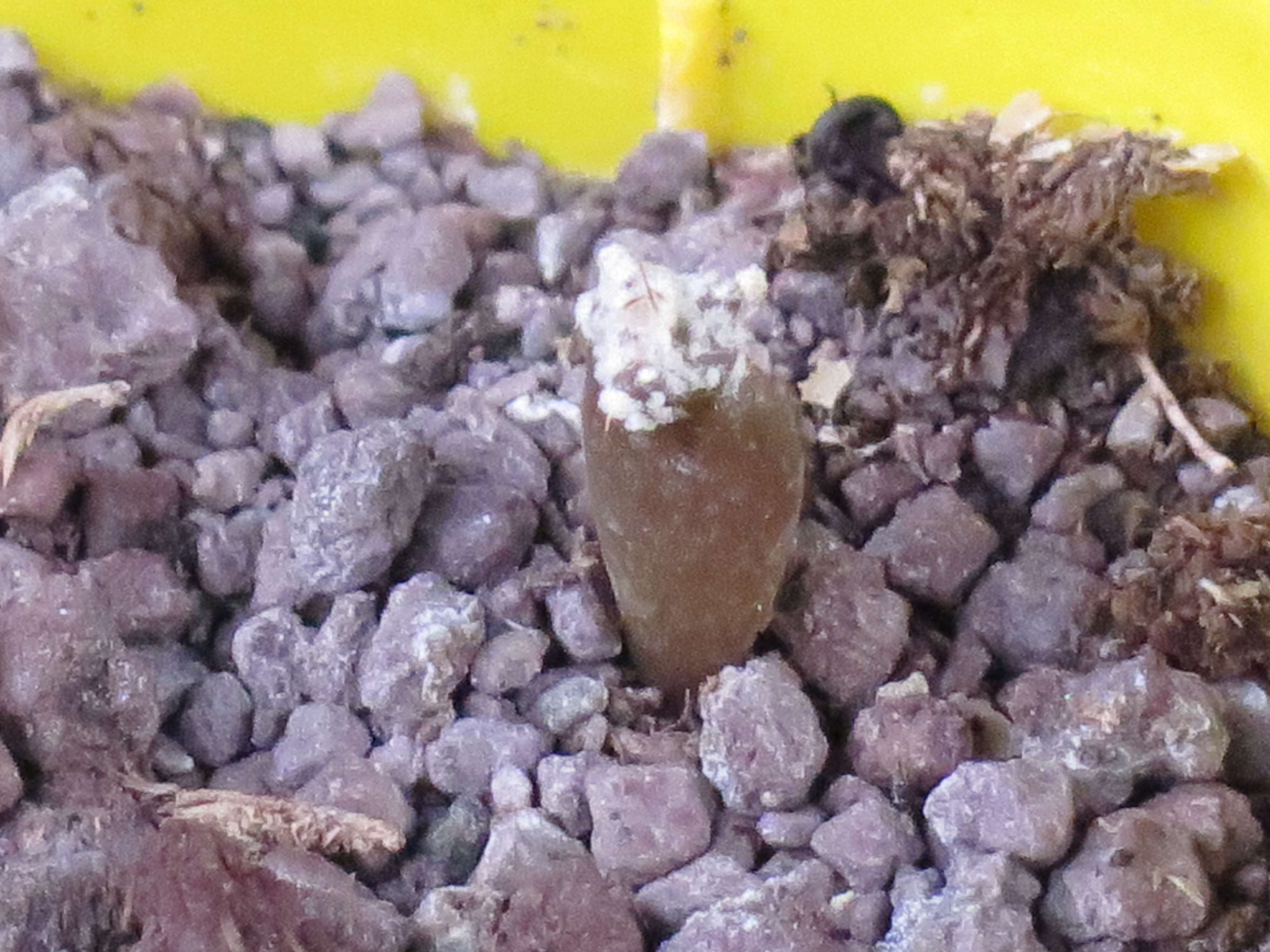
Miesiąc po wysiewie
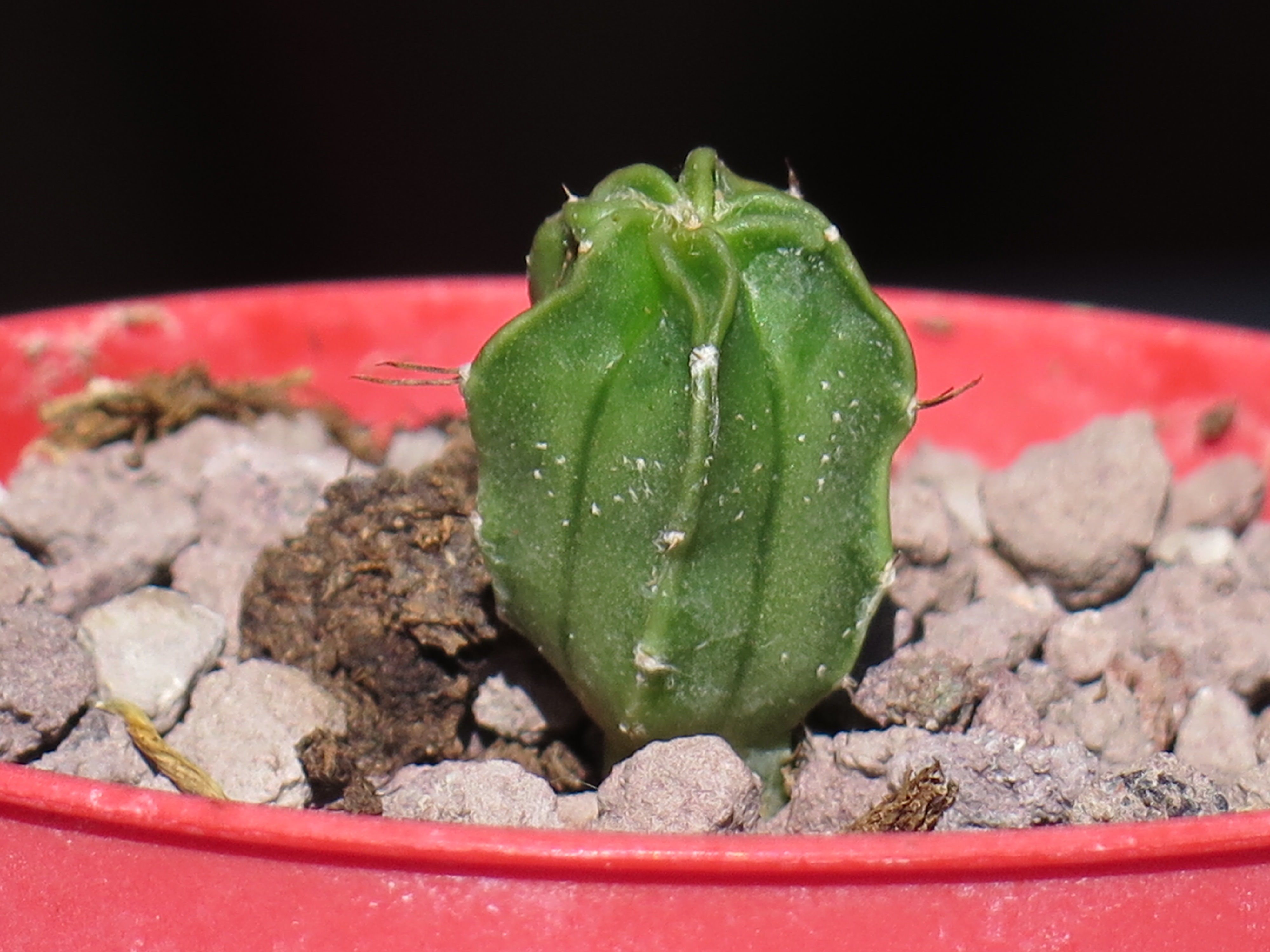
Rok po wysiewie